# Eleições autárquicas de 2021 no Porto
As eleições autárquicas de 2021 serviram para eleger os membros dos diferentes órgãos do poder local no município do Porto, em Portugal.
Rui Moreira, o presidente em funções desde 2013 e candidato novamente pelo seu movimento independente (apoiado por CDS – Partido Popular, Iniciativa Liberal, Partido da Terra e Nós, Cidadãos!), voltou a ser reeleito com grande vantagem face à oposição, ao conseguir 40,7% dos votos. Apesar da vitória folgada, o movimento de Rui Moreira perdeu a maioria absoluta na vereação, sendo obrigado a governar em coligação.
O Partido Socialista, que apresentou Tiago Barbosa Ribeiro como candidato, foi o grande derrotado das eleições no Porto ao obter o seu pior resultado de sempre no concelho, ficando-se pelos 18% dos votos, um resultado que significa numa queda de mais de 10% em relação a 2017 e a perda de um vereador.
Por contrapartida, o Partido Social Democrata, que teve Vladimiro Feliz como candidato, teve uma franca recuperação em relação às últimas eleições, em que obteve apenas 10% dos votos. O PSD conseguiu subir para os 17,2% e eleger mais um vereador, passando a ter dois agora.
A Coligação Democrática Unitária, que voltou a ter Ilda Figueiredo como candidata, teve um bom resultado eleitoral ao conseguir 7,5% dos votos e manter o lugar na vereação portuense.
Por fim, destacar o sucesso do Bloco de Esquerda em eleger, pela primeira vez na sua história, um vereador para a Câmara do Porto. Sérgio Aires, o candidato bloquista, conseguiu assim um marco histórico para o partido que teve 6,3% dos votos.

## Candidatos
| Lista | Lista                                                        | Candidato             |
| ----- | ------------------------------------------------------------ | --------------------- |
|       | Rui Moreira - Aqui há Porto! (Apoiado por CDS, IL, MPT e NC) | Rui Moreira           |
|       | Partido Socialista                                           | Tiago Barbosa Ribeiro |
|       | Partido Social Democrata                                     | Vladimiro Feliz       |
|       | Coligação Democrática Unitária                               | Ilda Figueiredo       |
|       | Bloco de Esquerda                                            | Sérgio Aires          |
|       | Pessoas–Animais–Natureza                                     | Bebiana Cunha         |
|       | Ergue-te                                                     | Bruno Rebelo          |
|       | CHEGA                                                        | António Fonseca       |
|       | LIVRE                                                        | Diamantino Raposinho  |
|       | Partido Popular Monárquico                                   | Diogo Araújo Dantas   |
|       | Volt Portugal                                                | André Eira            |

## Resultados Oficiais

### Câmara Municipal
| Partido                 | Partido                        | Votos   | %               | +/-   | Vereadores | +/-     |
| ----------------------- | ------------------------------ | ------- | --------------- | ----- | ---------- | ------- |
|                         | Rui Moreira - Aqui há Porto!   | 41 167  | 40,72 / 100,00  | 3,74  | 6 / 13     | 1       |
|                         | Partido Socialista             | 18 201  | 18,00 / 100,00  | 10,55 | 3 / 13     | 1       |
|                         | Partido Social Democrata       | 17 426  | 17,24 / 100,00  | 6,85  | 2 / 13     | 1       |
|                         | Coligação Democrática Unitária | 7 609   | 7,53 / 100,00   | 1,64  | 1 / 13     | Estável |
|                         | Bloco de Esquerda              | 6 323   | 6,25 / 100,00   | 0,91  | 1 / 13     | 1       |
|                         | CHEGA                          | 2 980   | 2,95 / 100,00   | Novo  | 0 / 13     | Novo    |
|                         | Pessoas–Animais–Natureza       | 2 819   | 2,79 / 100,00   | 0,87  | 0 / 13     | Estável |
|                         | LIVRE                          | 462     | 0,46 / 100,00   | -     | 0 / 13     | -       |
|                         | Volt Portugal                  | 423     | 0,42 / 100,00   | Novo  | 0 / 13     | Novo    |
|                         | Partido Popular Monárquico     | 212     | 0,21 / 100,00   | -     | 0 / 13     | -       |
|                         | Ergue-te                       | 80      | 0,08 / 100,00   | 0,07  | 0 / 13     | Estável |
| Votos Inválidos         | Votos Inválidos                | 3 399   | 3,37 / 100,00   | 0,38  |            |         |
| Total                   | Total                          | 101 101 | 100,00 / 100,00 |       | 13 / 13    |         |
| Eleitorado/Participação | Eleitorado/Participação        | 207 129 | 48,81 / 100,00  | 4,88  |            |         |

### Assembleia Municipal
| Partido                 | Partido                        | Votos   | %               | +/-  | Deputados | +/-     |
| ----------------------- | ------------------------------ | ------- | --------------- | ---- | --------- | ------- |
|                         | Rui Moreira - Aqui há Porto!   | 34 900  | 34,52 / 100,00  | 4,26 | 15 / 39   | 1       |
|                         | Partido Socialista             | 19 386  | 19,18 / 100,00  | 7,98 | 8 / 39    | 3       |
|                         | Partido Social Democrata       | 18 767  | 18,56 / 100,00  | -    | 8 / 39    | -       |
|                         | Coligação Democrática Unitária | 8 497   | 8,41 / 100,00   | 0,81 | 3 / 39    | Estável |
|                         | Bloco de Esquerda              | 7 630   | 7,55 / 100,00   | 0,35 | 3 / 39    | Estável |
|                         | Pessoas–Animais–Natureza       | 3 732   | 3,69 / 100,00   | 0,91 | 1 / 39    | Estável |
|                         | CHEGA                          | 3 440   | 3,40 / 100,00   | Novo | 1 / 39    | Novo    |
|                         | LIVRE                          | 633     | 0,63 / 100,00   | -    | 0 / 39    | -       |
|                         | Partido Popular Monárquico     | 275     | 0,27 / 100,00   | -    | 0 / 39    | -       |
|                         | Aliança                        | 202     | 0,20 / 100,00   | Novo | 0 / 39    | Novo    |
|                         | Ergue-te                       | 106     | 0,10 / 100,00   | -    | 0 / 39    | -       |
| Votos Inválidos         | Votos Inválidos                | 3 521   | 3,48 / 100,00   | 0,18 |           |         |
| Total                   | Total                          | 101 089 | 100,00 / 100,00 |      | 39 / 39   |         |
| Eleitorado/Participação | Eleitorado/Participação        | 207 129 | 48,80 / 100,00  | 4,87 |           |         |

### Juntas de Freguesia
| Partido                 | Partido                        | Votos   | %               | +/-   | Presidentes | +/-     | Mandatos  | +/-  |
| ----------------------- | ------------------------------ | ------- | --------------- | ----- | ----------- | ------- | --------- | ---- |
|                         | Grupo de Cidadãos              | 25 367  | 25,09 / 100,00  | 10,64 | 5 / 7       | Estável | 38 / 135  | 15   |
|                         | Partido Social Democrata       | 23 923  | 23,66 / 100,00  | -     | 1 / 7       | -       | 37 / 135  | -    |
|                         | Partido Socialista             | 23 090  | 22,84 / 100,00  | 5,24  | 1 / 7       | Estável | 35 / 135  | 7    |
|                         | Bloco de Esquerda              | 8 484   | 8,39 / 100,00   | 1,19  | 0 / 7       | Estável | 10 / 135  | 2    |
|                         | Coligação Democrática Unitária | 8 309   | 8,22 / 100,00   | 0,61  | 0 / 7       | Estável | 11 / 135  | 2    |
|                         | CHEGA                          | 3 760   | 3,72 / 100,00   | Novo  | 0 / 7       | Novo    | 1 / 135   | Novo |
|                         | Pessoas–Animais–Natureza       | 3 645   | 3,61 / 100,00   | -     | 0 / 7       | -       | 3 / 135   | -    |
|                         | Aliança                        | 154     | 0,15 / 100,00   | Novo  | 0 / 7       | Novo    | 0 / 135   | Novo |
|                         | Partido Popular Monárquico     | 85      | 0,08 / 100,00   | -     | 0 / 7       | -       | 0 / 135   | -    |
|                         | Ergue-te                       | 41      | 0,04 / 100,00   | -     | 0 / 7       | -       | 0 / 135   | -    |
| Votos Inválidos         | Votos Inválidos                | 4 237   | 4,19 / 100,00   | 0,06  |             |         |           |      |
| Total                   | Total                          | 101 095 | 100,00 / 100,00 |       | 7 / 7       |         | 135 / 135 |      |
| Eleitorado/Participação | Eleitorado/Participação        | 207 129 | 48,81 / 100,00  | 4,84  |             |         |           |      |

## Resultados por Freguesia

### Câmara Municipal
| Freguesia                                                       | %     | %     | %     | %    | %    | %    | %    | %    | %    | %    | %    | Votantes |
| Freguesia                                                       | RM    | PS    | PSD   | CDU  | BE   | CH   | PAN  | L    | VP   | PPM  | E    | Votantes |
| --------------------------------------------------------------- | ----- | ----- | ----- | ---- | ---- | ---- | ---- | ---- | ---- | ---- | ---- | -------- |
| Freguesia                                                       |       |       |       |      |      |      |      |      |      |      |      | Votantes |
| Aldoar, Foz do Douro e Nevogilde                                | 45,07 | 12,67 | 28,32 | 4,42 | 4,10 | 3,56 | 1,78 | 0,39 | 0,58 | 0,33 | 0,13 | 14 084   |
| Bonfim                                                          | 39,12 | 17,29 | 16,34 | 8,76 | 8,08 | 2,74 | 3,12 | 0,57 | 0,41 | 0,16 | 0,09 | 10 373   |
| Campanhã                                                        | 37,03 | 26,86 | 10,76 | 9,31 | 5,23 | 3,42 | 2,95 | 0,25 | 0,29 | 0,14 | 0,07 | 12 883   |
| Cedofeita, Santo Ildefonso, Sé, Miragaia, São Nicolau e Vitória | 37,66 | 18,02 | 15,18 | 9,42 | 8,98 | 2,72 | 3,41 | 0,68 | 0,39 | 0,26 | 0,06 | 14 792   |
| Lordelo do Ouro e Massarelos                                    | 41,92 | 15,90 | 18,43 | 7,76 | 5,52 | 3,13 | 2,45 | 0,46 | 0,49 | 0,26 | 0,14 | 12 483   |
| Paranhos                                                        | 40,79 | 17,66 | 18,17 | 7,46 | 6,15 | 2,46 | 2,92 | 0,45 | 0,37 | 0,14 | 0,06 | 19 390   |
| Ramalde                                                         | 42,57 | 18,07 | 17,09 | 6,25 | 5,98 | 2,83 | 2,85 | 0,42 | 0,40 | 0,20 | 0,04 | 17 096   |
| Porto                                                           | 40,72 | 18,00 | 17,24 | 7,53 | 6,25 | 2,95 | 2,79 | 0,46 | 0,42 | 0,21 | 0,08 | 101 101  |

#### Aldoar, Foz do Douro e Nevogilde
| Partido                 | Partido                        | Votos  | %               | +/-   |
| ----------------------- | ------------------------------ | ------ | --------------- | ----- |
|                         | Rui Moreira - Aqui há Porto!   | 6 347  | 45,07 / 100,00  | 11,45 |
|                         | Partido Social Democrata       | 3 355  | 23,82 / 100,00  | -     |
|                         | Partido Socialista             | 1 784  | 12,67 / 100,00  | 9,22  |
|                         | Coligação Democrática Unitária | 622    | 4,42 / 100,00   | 1,02  |
|                         | Bloco de Esquerda              | 577    | 4,10 / 100,00   | 0,32  |
|                         | CHEGA                          | 501    | 3,56 / 100,00   | Novo  |
|                         | Pessoas–Animais–Natureza       | 250    | 1,79 / 100,00   | 0,60  |
|                         | Volt Portugal                  | 82     | 0,58 / 100,00   | Novo  |
|                         | LIVRE                          | 55     | 0,39 / 100,00   | -     |
|                         | Partido Popular Monárquico     | 46     | 0,33 / 100,00   | -     |
|                         | Ergue-te                       | 18     | 0,13 / 100,00   | 0,02  |
| Votos Inválidos         | Votos Inválidos                | 447    | 3,17 / 100,00   | 0,84  |
| Total                   | Total                          | 14 084 | 100,00 / 100,00 |       |
| Eleitorado/Participação | Eleitorado/Participação        | 25 315 | 55,63 / 100,00  | 4,93  |

#### Bonfim
| Partido                 | Partido                        | Votos  | %               | +/-   |
| ----------------------- | ------------------------------ | ------ | --------------- | ----- |
|                         | Rui Moreira - Aqui há Porto!   | 4 058  | 39,12 / 100,00  | 3,21  |
|                         | Partido Socialista             | 1 794  | 17,29 / 100,00  | 11,24 |
|                         | Partido Social Democrata       | 1 695  | 16,34 / 100,00  | -     |
|                         | Coligação Democrática Unitária | 909    | 8,76 / 100,00   | 2,35  |
|                         | Bloco de Esquerda              | 838    | 8,08 / 100,00   | 1,84  |
|                         | Pessoas–Animais–Natureza       | 324    | 3,12 / 100,00   | 0,92  |
|                         | CHEGA                          | 284    | 2,74 / 100,00   | Novo  |
|                         | LIVRE                          | 59     | 0,57 / 100,00   | -     |
|                         | Volt Portugal                  | 43     | 0,41 / 100,00   | Novo  |
|                         | Partido Popular Monárquico     | 17     | 0,16 / 100,00   | -     |
|                         | Ergue-te                       | 9      | 0,09 / 100,00   | 0,13  |
| Votos Inválidos         | Votos Inválidos                | 343    | 3,31 / 100,00   | 0,71  |
| Total                   | Total                          | 10 373 | 100,00 / 100,00 |       |
| Eleitorado/Participação | Eleitorado/Participação        | 21 442 | 48,38 / 100,00  | 3,62  |

#### Campanhã
| Partido                 | Partido                        | Votos  | %               | +/-  |
| ----------------------- | ------------------------------ | ------ | --------------- | ---- |
|                         | Rui Moreira - Aqui há Porto!   | 4 771  | 37,03 / 100,00  | 2,12 |
|                         | Partido Socialista             | 3 460  | 26,86 / 100,00  | 9,98 |
|                         | Partido Social Democrata       | 1 386  | 10,76 / 100,00  | -    |
|                         | Coligação Democrática Unitária | 1 200  | 9,31 / 100,00   | 0,64 |
|                         | Bloco de Esquerda              | 674    | 5,23 / 100,00   | 0,10 |
|                         | CHEGA                          | 441    | 3,42 / 100,00   | Novo |
|                         | Pessoas–Animais–Natureza       | 380    | 2,95 / 100,00   | 1,34 |
|                         | Volt Portugal                  | 38     | 0,29 / 100,00   | Novo |
|                         | LIVRE                          | 32     | 0,25 / 100,00   | -    |
|                         | Partido Popular Monárquico     | 18     | 0,14 / 100,00   | -    |
|                         | Ergue-te                       | 9      | 0,07 / 100,00   | 0,01 |
| Votos Inválidos         | Votos Inválidos                | 474    | 3,68 / 100,00   | 0,04 |
| Total                   | Total                          | 12 883 | 100,00 / 100,00 |      |
| Eleitorado/Participação | Eleitorado/Participação        | 27 648 | 46,60 / 100,00  | 5,06 |

#### Cedofeita, Santo Ildefonso, Sé, Miragaia, São Nicolau e Vitória
| Partido                 | Partido                        | Votos  | %               | +/-   |
| ----------------------- | ------------------------------ | ------ | --------------- | ----- |
|                         | Rui Moreira - Aqui há Porto!   | 5 571  | 37,66 / 100,00  | 3,68  |
|                         | Partido Socialista             | 2 665  | 18,02 / 100,00  | 10,93 |
|                         | Partido Social Democrata       | 2 245  | 15,18 / 100,00  | -     |
|                         | Coligação Democrática Unitária | 1 394  | 9,42 / 100,00   | 2,95  |
|                         | Bloco de Esquerda              | 1 329  | 8,98 / 100,00   | 1,43  |
|                         | Pessoas–Animais–Natureza       | 505    | 3,41 / 100,00   | 1,16  |
|                         | CHEGA                          | 403    | 2,72 / 100,00   | Novo  |
|                         | LIVRE                          | 100    | 0,68 / 100,00   | -     |
|                         | Volt Portugal                  | 58     | 0,39 / 100,00   | Novo  |
|                         | Partido Popular Monárquico     | 38     | 0,26 / 100,00   | -     |
|                         | Ergue-te                       | 9      | 0,06 / 100,00   | 0,08  |
| Votos Inválidos         | Votos Inválidos                | 475    | 3,22 / 100,00   | 0,31  |
| Total                   | Total                          | 14 792 | 100,00 / 100,00 |       |
| Eleitorado/Participação | Eleitorado/Participação        | 34 800 | 42,51 / 100,00  | 5,58  |

#### Lordelo do Ouro e Massarelos
| Partido                 | Partido                        | Votos  | %               | +/-   |
| ----------------------- | ------------------------------ | ------ | --------------- | ----- |
|                         | Rui Moreira - Aqui há Porto!   | 5 233  | 41,92 / 100,00  | 7,85  |
|                         | Partido Social Democrata       | 2 301  | 18,43 / 100,00  | -     |
|                         | Partido Socialista             | 1 985  | 15,90 / 100,00  | 10,19 |
|                         | Coligação Democrática Unitária | 969    | 7,76 / 100,00   | 1,76  |
|                         | Bloco de Esquerda              | 689    | 5,52 / 100,00   | 0,51  |
|                         | CHEGA                          | 391    | 3,13 / 100,00   | Novo  |
|                         | Pessoas–Animais–Natureza       | 306    | 2,45 / 100,00   | 0,86  |
|                         | Volt Portugal                  | 61     | 0,49 / 100,00   | Novo  |
|                         | LIVRE                          | 57     | 0,46 / 100,00   | -     |
|                         | Partido Popular Monárquico     | 32     | 0,26 / 100,00   | -     |
|                         | Ergue-te                       | 18     | 0,14 / 100,00   | 0,03  |
| Votos Inválidos         | Votos Inválidos                | 441    | 3,53 / 100,00   | 1,05  |
| Total                   | Total                          | 12 483 | 100,00 / 100,00 |       |
| Eleitorado/Participação | Eleitorado/Participação        | 24 139 | 51,71 / 100,00  | 5,36  |

#### Paranhos
| Partido                 | Partido                        | Votos  | %               | +/-   |
| ----------------------- | ------------------------------ | ------ | --------------- | ----- |
|                         | Rui Moreira - Aqui há Porto!   | 7 910  | 40,79 / 100,00  | 0,28  |
|                         | Partido Social Democrata       | 3 523  | 18,17 / 100,00  | -     |
|                         | Partido Socialista             | 3 424  | 17,66 / 100,00  | 10,71 |
|                         | Coligação Democrática Unitária | 1 447  | 7,46 / 100,00   | 1,63  |
|                         | Bloco de Esquerda              | 1 193  | 6,15 / 100,00   | 1,09  |
|                         | Pessoas–Animais–Natureza       | 566    | 2,92 / 100,00   | 0,89  |
|                         | CHEGA                          | 477    | 2,46 / 100,00   | Novo  |
|                         | LIVRE                          | 88     | 0,45 / 100,00   | -     |
|                         | Volt Portugal                  | 72     | 0,37 / 100,00   | Novo  |
|                         | Partido Popular Monárquico     | 27     | 0,14 / 100,00   | -     |
|                         | Ergue-te                       | 11     | 0,06 / 100,00   | 0,08  |
| Votos Inválidos         | Votos Inválidos                | 652    | 3,37 / 100,00   | 0,25  |
| Total                   | Total                          | 19 390 | 100,00 / 100,00 |       |
| Eleitorado/Participação | Eleitorado/Participação        | 40 373 | 48,03 / 100,00  | 6,73  |

#### Ramalde
| Partido                 | Partido                        | Votos  | %               | +/-   |
| ----------------------- | ------------------------------ | ------ | --------------- | ----- |
|                         | Rui Moreira - Aqui há Porto!   | 7 277  | 42,57 / 100,00  | 3,88  |
|                         | Partido Socialista             | 3 089  | 18,07 / 100,00  | 11,24 |
|                         | Partido Social Democrata       | 2 921  | 17,09 / 100,00  | -     |
|                         | Coligação Democrática Unitária | 1 068  | 6,25 / 100,00   | 1,40  |
|                         | Bloco de Esquerda              | 1 023  | 5,98 / 100,00   | 1,29  |
|                         | Pessoas–Animais–Natureza       | 488    | 2,85 / 100,00   | 0,40  |
|                         | CHEGA                          | 483    | 2,83 / 100,00   | Novo  |
|                         | LIVRE                          | 71     | 0,42 / 100,00   | -     |
|                         | Volt Portugal                  | 69     | 0,40 / 100,00   | Novo  |
|                         | Partido Popular Monárquico     | 34     | 0,20 / 100,00   | -     |
|                         | Ergue-te                       | 6      | 0,04 / 100,00   | 0,17  |
| Votos Inválidos         | Votos Inválidos                | 567    | 3,32 / 100,00   | 0,36  |
| Total                   | Total                          | 17 096 | 100,00 / 100,00 |       |
| Eleitorado/Participação | Eleitorado/Participação        | 33 412 | 51,17 / 100,00  | 2,54  |

### Assembleia Municipal
| Freguesia                                                       | %     | %     | %     | %     | %     | %    | %    | %    | %    | %    | %    | Votantes |
| Freguesia                                                       | RM    | PS    | PSD   | CDU   | BE    | PAN  | CH   | L    | PPM  | A    | E    | Votantes |
| --------------------------------------------------------------- | ----- | ----- | ----- | ----- | ----- | ---- | ---- | ---- | ---- | ---- | ---- | -------- |
| Freguesia                                                       |       |       |       |       |       |      |      |      |      |      |      | Votantes |
| Aldoar, Foz do Douro e Nevogilde                                | 39,89 | 13,76 | 24,22 | 5,16  | 5,04  | 3,07 | 4,15 | 0,57 | 0,38 | 0,43 | 0,11 | 14 080   |
| Bonfim                                                          | 32,32 | 18,47 | 17,73 | 9,88  | 9,49  | 4,12 | 3,31 | 0,68 | 0,26 | 0,12 | 0,12 | 10 371   |
| Campanhã                                                        | 30,18 | 29,23 | 11,71 | 10,20 | 6,47  | 3,76 | 3,92 | 0,33 | 0,18 | 0,11 | 0,09 | 12 883   |
| Cedofeita, Santo Ildefonso, Sé, Miragaia, São Nicolau e Vitória | 31,99 | 18,65 | 16,33 | 10,35 | 10,52 | 4,40 | 2,98 | 1,05 | 0,30 | 0,18 | 0,07 | 14 789   |
| Lordelo do Ouro e Massarelos                                    | 36,71 | 16,45 | 19,35 | 8,81  | 6,82  | 3,18 | 3,62 | 0,62 | 0,34 | 0,31 | 0,18 | 12 483   |
| Paranhos                                                        | 33,13 | 18,88 | 21,17 | 8,15  | 7,62  | 3,71 | 2,82 | 0,63 | 0,15 | 0,10 | 0,09 | 19 390   |
| Ramalde                                                         | 36,89 | 19,27 | 17,99 | 7,15  | 7,13  | 3,63 | 3,33 | 0,49 | 0,32 | 0,19 | 0,09 | 17 093   |
| Porto                                                           | 34,52 | 19,18 | 18,56 | 8,41  | 7,55  | 3,69 | 3,40 | 0,63 | 0,27 | 0,20 | 0,10 | 101 089  |

#### Aldoar, Foz do Douro e Nevogilde
| Partido                 | Partido                        | Votos  | %               | +/-   |
| ----------------------- | ------------------------------ | ------ | --------------- | ----- |
|                         | Rui Moreira - Aqui há Porto!   | 5 617  | 39,89 / 100,00  | 11,56 |
|                         | Partido Social Democrata       | 3 410  | 24,22 / 100,00  | -     |
|                         | Partido Socialista             | 1 938  | 13,76 / 100,00  | 6,52  |
|                         | Coligação Democrática Unitária | 726    | 5,16 / 100,00   | 0,49  |
|                         | Bloco de Esquerda              | 709    | 5,04 / 100,00   | 0,08  |
|                         | CHEGA                          | 584    | 4,15 / 100,00   | Novo  |
|                         | Pessoas–Animais–Natureza       | 432    | 3,07 / 100,00   | 1,14  |
|                         | LIVRE                          | 80     | 0,57 / 100,00   | -     |
|                         | Aliança                        | 60     | 0,43 / 100,00   | Novo  |
|                         | Partido Popular Monárquico     | 54     | 0,38 / 100,00   | -     |
|                         | Ergue-te                       | 15     | 0,11 / 100,00   | -     |
| Votos Inválidos         | Votos Inválidos                | 455    | 3,23 / 100,00   | 0,53  |
| Total                   | Total                          | 14 080 | 100,00 / 100,00 |       |
| Eleitorado/Participação | Eleitorado/Participação        | 25 315 | 55,62 / 100,00  | 4,75  |

#### Bonfim
| Partido                 | Partido                        | Votos  | %               | +/-  |
| ----------------------- | ------------------------------ | ------ | --------------- | ---- |
|                         | Rui Moreira - Aqui há Porto!   | 3 352  | 32,32 / 100,00  | 3,99 |
|                         | Partido Socialista             | 1 916  | 18,47 / 100,00  | 8,61 |
|                         | Partido Social Democrata       | 1 839  | 17,73 / 100,00  | -    |
|                         | Coligação Democrática Unitária | 1 025  | 9,88 / 100,00   | 1,39 |
|                         | Bloco de Esquerda              | 984    | 9,49 / 100,00   | 1,20 |
|                         | Pessoas–Animais–Natureza       | 427    | 4,12 / 100,00   | 0,76 |
|                         | CHEGA                          | 343    | 3,31 / 100,00   | Novo |
|                         | LIVRE                          | 71     | 0,68 / 100,00   | -    |
|                         | Partido Popular Monárquico     | 27     | 0,26 / 100,00   | -    |
|                         | Aliança                        | 12     | 0,12 / 100,00   | Novo |
|                         | Ergue-te                       | 12     | 0,12 / 100,00   | -    |
| Votos Inválidos         | Votos Inválidos                | 363    | 3,50 / 100,00   | 0,51 |
| Total                   | Total                          | 10 371 | 100,00 / 100,00 |      |
| Eleitorado/Participação | Eleitorado/Participação        | 21 442 | 48,37 / 100,00  | 3,63 |

#### Campanhã
| Partido                 | Partido                        | Votos  | %               | +/-  |
| ----------------------- | ------------------------------ | ------ | --------------- | ---- |
|                         | Rui Moreira - Aqui há Porto!   | 3 888  | 30,18 / 100,00  | 0,48 |
|                         | Partido Socialista             | 3 766  | 29,23 / 100,00  | 7,73 |
|                         | Partido Social Democrata       | 1 508  | 11,71 / 100,00  | -    |
|                         | Coligação Democrática Unitária | 1 314  | 10,20 / 100,00  | 0,14 |
|                         | Bloco de Esquerda              | 834    | 6,47 / 100,00   | 0,14 |
|                         | CHEGA                          | 505    | 3,92 / 100,00   | Novo |
|                         | Pessoas–Animais–Natureza       | 485    | 3,76 / 100,00   | 1,50 |
|                         | LIVRE                          | 43     | 0,33 / 100,00   | -    |
|                         | Partido Popular Monárquico     | 23     | 0,18 / 100,00   | -    |
|                         | Aliança                        | 14     | 0,11 / 100,00   | Novo |
|                         | Ergue-te                       | 12     | 0,09 / 100,00   | -    |
| Votos Inválidos         | Votos Inválidos                | 491    | 3,81 / 100,00   | 0,17 |
| Total                   | Total                          | 12 883 | 100,00 / 100,00 |      |
| Eleitorado/Participação | Eleitorado/Participação        | 27 648 | 46,60 / 100,00  | 5,06 |

#### Cedofeita, Santo Ildefonso, Sé, Miragaia, São Nicolau e Vitória
| Partido                 | Partido                        | Votos  | %               | +/-  |
| ----------------------- | ------------------------------ | ------ | --------------- | ---- |
|                         | Rui Moreira - Aqui há Porto!   | 4 731  | 31,99 / 100,00  | 3,44 |
|                         | Partido Socialista             | 2 758  | 18,65 / 100,00  | 8,74 |
|                         | Partido Social Democrata       | 2 415  | 16,33 / 100,00  | -    |
|                         | Bloco de Esquerda              | 1 556  | 10,52 / 100,00  | 0,86 |
|                         | Coligação Democrática Unitária | 1 530  | 10,35 / 100,00  | 1,99 |
|                         | Pessoas–Animais–Natureza       | 651    | 4,40 / 100,00   | 1,02 |
|                         | CHEGA                          | 440    | 2,98 / 100,00   | Novo |
|                         | LIVRE                          | 156    | 1,05 / 100,00   | -    |
|                         | Partido Popular Monárquico     | 44     | 0,30 / 100,00   | -    |
|                         | Aliança                        | 26     | 0,18 / 100,00   | Novo |
|                         | Ergue-te                       | 10     | 0,07 / 100,00   | -    |
| Votos Inválidos         | Votos Inválidos                | 472    | 3,19 / 100,00   | 0,10 |
| Total                   | Total                          | 14 789 | 100,00 / 100,00 |      |
| Eleitorado/Participação | Eleitorado/Participação        | 34 800 | 42,50 / 100,00  | 5,61 |

#### Lordelo do Ouro e Massarelos
| Partido                 | Partido                        | Votos  | %               | +/-  |
| ----------------------- | ------------------------------ | ------ | --------------- | ---- |
|                         | Rui Moreira - Aqui há Porto!   | 4 583  | 36,71 / 100,00  | 7,66 |
|                         | Partido Social Democrata       | 2 415  | 19,35 / 100,00  | -    |
|                         | Partido Socialista             | 2 053  | 16,45 / 100,00  | 8,21 |
|                         | Coligação Democrática Unitária | 1 100  | 8,81 / 100,00   | 0,77 |
|                         | Bloco de Esquerda              | 851    | 6,82 / 100,00   | 0,16 |
|                         | CHEGA                          | 452    | 3,62 / 100,00   | Novo |
|                         | Pessoas–Animais–Natureza       | 397    | 3,18 / 100,00   | 0,67 |
|                         | LIVRE                          | 77     | 0,62 / 100,00   | -    |
|                         | Partido Popular Monárquico     | 42     | 0,34 / 100,00   | -    |
|                         | Aliança                        | 39     | 0,31 / 100,00   | Novo |
|                         | Ergue-te                       | 23     | 0,18 / 100,00   | -    |
| Votos Inválidos         | Votos Inválidos                | 451    | 3,62 / 100,00   | 0,79 |
| Total                   | Total                          | 12 483 | 100,00 / 100,00 |      |
| Eleitorado/Participação | Eleitorado/Participação        | 24 139 | 51,71 / 100,00  | 5,37 |

#### Paranhos
| Partido                 | Partido                        | Votos  | %               | +/-  |
| ----------------------- | ------------------------------ | ------ | --------------- | ---- |
|                         | Rui Moreira - Aqui há Porto!   | 6 423  | 33,13 / 100,00  | 0,89 |
|                         | Partido Social Democrata       | 4 105  | 21,17 / 100,00  | -    |
|                         | Partido Socialista             | 3 661  | 18,88 / 100,00  | 8,07 |
|                         | Coligação Democrática Unitária | 1 580  | 8,15 / 100,00   | 0,63 |
|                         | Bloco de Esquerda              | 1 477  | 7,62 / 100,00   | 0,35 |
|                         | Pessoas–Animais–Natureza       | 720    | 3,71 / 100,00   | 0,63 |
|                         | CHEGA                          | 547    | 2,82 / 100,00   | Novo |
|                         | LIVRE                          | 122    | 0,63 / 100,00   | -    |
|                         | Partido Popular Monárquico     | 30     | 0,15 / 100,00   | -    |
|                         | Aliança                        | 19     | 0,10 / 100,00   | Novo |
|                         | Ergue-te                       | 18     | 0,09 / 100,00   | -    |
| Votos Inválidos         | Votos Inválidos                | 688    | 3,55 / 100,00   | 0,27 |
| Total                   | Total                          | 19 390 | 100,00 / 100,00 |      |
| Eleitorado/Participação | Eleitorado/Participação        | 40 373 | 48,03 / 100,00  | 6,73 |

#### Ramalde
| Partido                 | Partido                        | Votos  | %               | +/-  |
| ----------------------- | ------------------------------ | ------ | --------------- | ---- |
|                         | Rui Moreira - Aqui há Porto!   | 6 306  | 36,89 / 100,00  | 5,00 |
|                         | Partido Socialista             | 3 294  | 19,27 / 100,00  | 7,81 |
|                         | Partido Social Democrata       | 3 075  | 17,99 / 100,00  | -    |
|                         | Coligação Democrática Unitária | 1 222  | 7,15 / 100,00   | 0,82 |
|                         | Bloco de Esquerda              | 1 219  | 7,13 / 100,00   | 0,35 |
|                         | Pessoas–Animais–Natureza       | 620    | 3,63 / 100,00   | 0,85 |
|                         | CHEGA                          | 569    | 3,33 / 100,00   | Novo |
|                         | LIVRE                          | 84     | 0,49 / 100,00   | -    |
|                         | Partido Popular Monárquico     | 55     | 0,32 / 100,00   | -    |
|                         | Aliança                        | 32     | 0,19 / 100,00   | Novo |
|                         | Ergue-te                       | 16     | 0,09 / 100,00   | -    |
| Votos Inválidos         | Votos Inválidos                | 601    | 3,51 / 100,00   | 0,31 |
| Total                   | Total                          | 17 093 | 100,00 / 100,00 |      |
| Eleitorado/Participação | Eleitorado/Participação        | 33 412 | 51,16 / 100,00  | 2,55 |

### Juntas de Freguesia

#### Aldoar, Foz do Douro e Nevogilde
| Partido                 | Partido                        | Votos  | %               | +/-   | Mandatos | +/-     |
| ----------------------- | ------------------------------ | ------ | --------------- | ----- | -------- | ------- |
|                         | Rui Moreira - Aqui há Porto!   | 5 200  | 36,92 / 100,00  | 13,25 | 8 / 19   | 2       |
|                         | Partido Social Democrata       | 3 878  | 27,53 / 100,00  | -     | 6 / 19   | -       |
|                         | Partido Socialista             | 2 142  | 15,21 / 100,00  | 6,18  | 3 / 19   | 1       |
|                         | Bloco de Esquerda              | 867    | 6,16 / 100,00   | 1,19  | 1 / 19   | Estável |
|                         | Coligação Democrática Unitária | 704    | 5,00 / 100,00   | 0,07  | 1 / 19   | Estável |
|                         | CHEGA                          | 599    | 4,25 / 100,00   | Novo  | 0 / 19   | Novo    |
|                         | Aliança                        | 91     | 0,65 / 100,00   | Novo  | 0 / 19   | Novo    |
|                         | Partido Popular Monárquico     | 85     | 0,60 / 100,00   | -     | 0 / 19   | -       |
| Votos Inválidos         | Votos Inválidos                | 518    | 3,68 / 100,00   | 0,63  |          |         |
| Total                   | Total                          | 14 084 | 100,00 / 100,00 |       | 19 / 19  |         |
| Eleitorado/Participação | Eleitorado/Participação        | 25 315 | 55,63 / 100,00  | 4,53  |          |         |

#### Bonfim
| Partido                 | Partido                        | Votos  | %               | +/-   | Mandatos | +/-  |
| ----------------------- | ------------------------------ | ------ | --------------- | ----- | -------- | ---- |
|                         | Rui Moreira - Aqui há Porto!   | 2 588  | 24,66 / 100,00  | 11,04 | 5 / 19   | 3    |
|                         | Partido Social Democrata       | 2 306  | 22,23 / 100,00  | -     | 5 / 19   | -    |
|                         | Partido Socialista             | 2 200  | 21,21 / 100,00  | 7,53  | 4 / 19   | 2    |
|                         | Coligação Democrática Unitária | 1 035  | 9,98 / 100,00   | 1,58  | 2 / 19   | 1    |
|                         | Bloco de Esquerda              | 1 026  | 9,89 / 100,00   | 1,85  | 2 / 19   | 1    |
|                         | Pessoas–Animais–Natureza       | 471    | 4,54 / 100,00   | -     | 1 / 19   | -    |
|                         | CHEGA                          | 357    | 3,44 / 100,00   | Novo  | 0 / 19   | Novo |
| Votos Inválidos         | Votos Inválidos                | 419    | 4,04 / 100,00   | 0,36  |          |      |
| Total                   | Total                          | 10 372 | 100,00 / 100,00 |       | 19 / 19  |      |
| Eleitorado/Participação | Eleitorado/Participação        | 21 442 | 48,37 / 100,00  | 3,63  |          |      |

#### Campanhã
| Partido                 | Partido                        | Votos  | %               | +/-  | Mandatos | +/-     |
| ----------------------- | ------------------------------ | ------ | --------------- | ---- | -------- | ------- |
|                         | Partido Socialista             | 5 538  | 42,99 / 100,00  | 2,77 | 10 / 19  | 1       |
|                         | Partido Social Democrata       | 2 642  | 20,51 / 100,00  | -    | 4 / 19   | -       |
|                         | Coligação Democrática Unitária | 1 514  | 11,75 / 100,00  | 1,48 | 2 / 19   | Estável |
|                         | Bloco de Esquerda              | 1 085  | 8,42 / 100,00   | 1,98 | 1 / 19   | Estável |
|                         | Pessoas–Animais–Natureza       | 720    | 5,59 / 100,00   | -    | 1 / 19   | -       |
|                         | CHEGA                          | 691    | 5,36 / 100,00   | Novo | 1 / 19   | Novo    |
| Votos Inválidos         | Votos Inválidos                | 692    | 5,37 / 100,00   | 0,54 |          |         |
| Total                   | Total                          | 12 882 | 100,00 / 100,00 |      | 19 / 19  |         |
| Eleitorado/Participação | Eleitorado/Participação        | 27 648 | 46,59 / 100,00  | 5,07 |          |         |

#### Cedofeita, Santo Ildefonso, Sé, Miragaia, São Nicolau e Vitória
| Partido                 | Partido                        | Votos  | %               | +/-  | Mandatos | +/-     |
| ----------------------- | ------------------------------ | ------ | --------------- | ---- | -------- | ------- |
|                         | Rui Moreira - Aqui há Porto!   | 3 927  | 26,55 / 100,00  | 7,24 | 6 / 19   | 1       |
|                         | Partido Socialista             | 3 124  | 21,12 / 100,00  | 7,51 | 4 / 19   | 2       |
|                         | Partido Social Democrata       | 2 763  | 18,68 / 100,00  | -    | 4 / 19   | -       |
|                         | Bloco de Esquerda              | 1 778  | 12,02 / 100,00  | 1,27 | 2 / 19   | Estável |
|                         | Coligação Democrática Unitária | 1 431  | 9,68 / 100,00   | 1,28 | 2 / 19   | 1       |
|                         | Pessoas–Animais–Natureza       | 696    | 4,71 / 100,00   | -    | 1 / 19   | -       |
|                         | CHEGA                          | 471    | 3,18 / 100,00   | Novo | 0 / 19   | Novo    |
| Votos Inválidos         | Votos Inválidos                | 600    | 4,06 / 100,00   | 0,37 |          |         |
| Total                   | Total                          | 14 790 | 100,00 / 100,00 |      | 19 / 19  |         |
| Eleitorado/Participação | Eleitorado/Participação        | 34 800 | 42,50 / 100,00  | 5,60 |          |         |

#### Lordelo do Ouro e Massarelos
| Partido                 | Partido                        | Votos  | %               | +/-   | Mandatos | +/-     |
| ----------------------- | ------------------------------ | ------ | --------------- | ----- | -------- | ------- |
|                         | Rui Moreira - Aqui há Porto!   | 4 017  | 32,18 / 100,00  | 10,58 | 7 / 19   | 2       |
|                         | Partido Social Democrata       | 2 679  | 21,46 / 100,00  | -     | 5 / 19   | -       |
|                         | Partido Socialista             | 2 249  | 18,02 / 100,00  | 7,23  | 4 / 19   | 1       |
|                         | Coligação Democrática Unitária | 1 112  | 8,91 / 100,00   | 0,03  | 2 / 19   | Estável |
|                         | Bloco de Esquerda              | 912    | 7,31 / 100,00   | 0,63  | 1 / 19   | Estável |
|                         | CHEGA                          | 498    | 3,99 / 100,00   | Novo  | 0 / 19   | Novo    |
|                         | Pessoas–Animais–Natureza       | 380    | 3,04 / 100,00   | -     | 0 / 19   | -       |
|                         | Aliança                        | 63     | 0,50 / 100,00   | Novo  | 0 / 19   | Novo    |
|                         | Ergue-te                       | 41     | 0,33 / 100,00   | -     | 0 / 19   | -       |
| Votos Inválidos         | Votos Inválidos                | 532    | 4,26 / 100,00   | 0,53  |          |         |
| Total                   | Total                          | 12 483 | 100,00 / 100,00 |       | 19 / 19  |         |
| Eleitorado/Participação | Eleitorado/Participação        | 24 139 | 51,71 / 100,00  | 5,37  |          |         |

#### Paranhos
| Partido                 | Partido                        | Votos  | %               | +/-  | Mandatos | +/-     |
| ----------------------- | ------------------------------ | ------ | --------------- | ---- | -------- | ------- |
|                         | Partido Social Democrata       | 6 206  | 32,01 / 100,00  | -    | 8 / 21   | -       |
|                         | Rui Moreira - Aqui há Porto!   | 4 292  | 22,14 / 100,00  | 4,24 | 5 / 21   | 1       |
|                         | Partido Socialista             | 4 042  | 20,85 / 100,00  | 4,01 | 5 / 21   | 1       |
|                         | Bloco de Esquerda              | 1 473  | 7,60 / 100,00   | 1,06 | 2 / 21   | 1       |
|                         | Coligação Democrática Unitária | 1 360  | 7,01 / 100,00   | 0,12 | 1 / 21   | Estável |
|                         | Pessoas–Animais–Natureza       | 736    | 3,80 / 100,00   | -    | 0 / 21   | -       |
|                         | CHEGA                          | 530    | 2,73 / 100,00   | Novo | 0 / 21   | Novo    |
| Votos Inválidos         | Votos Inválidos                | 751    | 3,87 / 100,00   | 0,83 |          |         |
| Total                   | Total                          | 19 390 | 100,00 / 100,00 |      | 21 / 21  |         |
| Eleitorado/Participação | Eleitorado/Participação        | 40 373 | 48,03 / 100,00  | 6,74 |          |         |

#### Ramalde
| Partido                 | Partido                        | Votos  | %               | +/-  | Mandatos | +/-     |
| ----------------------- | ------------------------------ | ------ | --------------- | ---- | -------- | ------- |
|                         | Rui Moreira - Aqui há Porto!   | 5 373  | 31,43 / 100,00  | 7,54 | 7 / 19   | 1       |
|                         | Partido Socialista             | 3 795  | 22,20 / 100,00  | 6,99 | 5 / 19   | 1       |
|                         | Partido Social Democrata       | 3 449  | 20,18 / 100,00  | -    | 5 / 19   | -       |
|                         | Bloco de Esquerda              | 1 343  | 7,86 / 100,00   | 0,94 | 1 / 19   | Estável |
|                         | Coligação Democrática Unitária | 1 153  | 6,75 / 100,00   | 0,45 | 1 / 19   | Estável |
|                         | Pessoas–Animais–Natureza       | 642    | 3,76 / 100,00   | -    | 0 / 19   | -       |
|                         | CHEGA                          | 614    | 3,59 / 100,00   | Novo | 0 / 19   | Novo    |
| Votos Inválidos         | Votos Inválidos                | 725    | 4,24 / 100,00   | 0,17 |          |         |
| Total                   | Total                          | 17 094 | 100,00 / 100,00 |      | 19 / 19  |         |
| Eleitorado/Participação | Eleitorado/Participação        | 33 412 | 51,16 / 100,00  | 2,55 |          |         |

| Freguesia                                                       | 2017-2021 | 2017-2021                    | 2017-2021      | 2021-2025 | 2021-2025                    | 2021-2025      |
| --------------------------------------------------------------- | --------- | ---------------------------- | -------------- | --------- | ---------------------------- | -------------- |
| Aldoar, Foz do Douro e Nevogilde                                |           | Rui Moreira - Aqui há Porto! | 50,17 / 100,00 |           | Rui Moreira - Aqui há Porto! | 36,92 / 100,00 |
| Bonfim                                                          |           | Rui Moreira - Aqui há Porto! | 35,70 / 100,00 |           | Rui Moreira - Aqui há Porto! | 24,66 / 100,00 |
| Campanhã                                                        |           | Partido Socialista           | 40,22 / 100,00 |           | Partido Socialista           | 42,99 / 100,00 |
| Cedofeita, Santo Ildefonso, Sé, Miragaia, São Nicolau e Vitória |           | Rui Moreira - Aqui há Porto! | 33,79 / 100,00 |           | Rui Moreira - Aqui há Porto! | 26,55 / 100,00 |
| Lordelo do Ouro e Massarelos                                    |           | Rui Moreira - Aqui há Porto! | 42,76 / 100,00 |           | Rui Moreira - Aqui há Porto! | 32,18 / 100,00 |
| Paranhos                                                        |           | PSD-PPM                      | 30,63 / 100,00 |           | Partido Social Democrata     | 32,01 / 100,00 |
| Ramalde                                                         |           | Rui Moreira - Aqui há Porto! | 38,97 / 100,00 |           | Rui Moreira - Aqui há Porto! | 31,43 / 100,00 |